# ジョン・ダンスタブル
ジョン・ダンスタブル（John Dunstable またはDunstaple、1390年頃 - 1453年12月24日）は、中世からルネサンス期に活躍したイングランドの作曲家である。その生涯についてはほとんどわかっていない。中世西洋音楽からルネサンス音楽の移行期に重要な役割をした。
イングランドのベッドフォードシャー州ダンスタブル（Dunstable）で生まれたといわれている。音楽家としてだけでなく、数学者、天文学者、占星術師であったといわれる。ノルマンディー知事であるベッドフォード公爵ジョンに仕えた。百年戦争の休戦時にフランスに滞在し、イングランド独自の3度・6度を用いた和声法フォーブルドンをヨーロッパ大陸に伝えるとともに、逆に大陸の音楽をイングランドに伝えた。ダンスタブルによって大陸に伝わった新しい和声法は、大陸の音楽に取り入れられることでポリフォニーに発展し、ルネサンス音楽開始のきっかけとなった。
死去した1453年は、コンスタンティノープルが陥落し、中世の終わりであるといわれ、その年のクリスマスイブに他界したことは象徴的である。聖ステファン・ウォルブルック教会に墓碑があり、埋葬されている。
ルネサンス音楽は、ダンスタブルの影響をうけたデュファイによりブルゴーニュ楽派へと発展していく。
ダンスタブルはミサ曲やモテットを多く書いたが、その大部分は大陸側で発見されている。モテットとしては「Veni sancte spiritus」が有名である。当時のイギリスの作曲家としては、他にリオネル・パワー（Leonel Power）などがおり、誰が作曲したのかはっきりしていない作品も多く、ダンスタブルの作品の正確な数をあげることはできない。

## 主要曲

### モテット
- 来たれ聖霊（4声）[10][11][注 3]
ダンスタブルの作品中、最も頻繁に演奏されている。
- アヴェ・レジナ・チェロルム（3声）
- おお栄光の十字架（3声）
- 聖なるマリアよ（3声）
- あなたは何者にもまして美しく(Quam pulchra es)（3声）[13][14]
- 祝福されし御母（3声）
- 恵み深き救い主の御母（3声）

### シャンソン
- おお、美しいばらよ(O Rosa Bella)（3声）
バラータ形式。図式であらわすとAbbaAとなる。しかし、Aの部分で半終止的な終わり方をしている。そのような歌い方になると、全曲が半終止的に完結することになってしまう。それを避けるため、今日ではA、bを通し一度ずつ繰り返しして終わるのが普通である。ダンスタブルの代表的なシャンソンと言われてきたが、今日ではジョン・ベディンガム（en:John Bedyngham）の作品と言われる[9][15]。
- わが愛ゆえ（3声）
- 私は心からお願いします（2声）

なお、正確な作曲年代が伝わっている作品は皆無であり、作曲の経過や背景なども推測に過ぎない作品ばかりである。